# Tower of God
Cette page contient des caractères spéciaux ou non latins. S’ils s’affichent mal (▯, ?, etc.), consultez la page d’aide Unicode.
Tower of God (hangeul : 신의 탑 ; RR : Sin-ŭi T'ap) est un webtoon sud-coréen, écrit et dessiné par SIU (Slave In Utero), de son vrai nom Lee Jong-hui (en coréen : 이종휘).
Il fait partie d'un univers créé par SIU appelé Talse User Story, qui regroupe plusieurs œuvres du même auteur. Il est édité par Naver, et publié gratuitement sur sa plateforme Naver Webtoon. Il a commencé à être publié en 2010, et depuis, la série est traduite dans 28 langues et a collecté au total 4,5 milliards de vues dans le monde. La version française est publiée depuis le 11 juin 2021 par les éditions Ototo.
Une adaptation en série télévisée d'animation par le studio Telecom Animation Film est diffusée pour la première fois entre le 1er avril et le 24 juin 2020 sur la plateforme Naver Series On en Corée du Sud, sur des chaînes télévisées japonaises dont Tokyo MX et à l'étranger sur la plateforme Crunchyroll. Anime Digital Network a diffusé également en streaming la série dans les pays francophones. Une deuxième saison est diffusée de juillet à décembre 2024 et est disponible sur Crunchyroll. Elle est produite par le studio The Answer Studio.

## Trame
Tower of God met en scène un univers composé d'une tour géante. Cet édifice est gravi par d'innombrables personnes qui doivent se soumettre à des tests à chaque étage afin de pouvoir progresser dans la Tour. La légende dit que tout ce que l'on peut désirer se trouve au sommet de la Tour.
Les personnes choisies pour escalader la tour sont nommés "Réguliers". Lorsqu'un "Régulier" arrive au sommet de la Tour, il voit ses vœux exaucés.
Le manwha suit l'histoire de Bam (« Nuit », mais aussi « Noisette » en Coréen), un jeune garçon qui entame l'ascension de la Tour. Il est à la recherche d'une fille, Rachel, qui elle aussi escalade la Tour. Le manwha est découpé actuellement en « saisons », au nombre de trois.
La première saison (anime et manwha) nous raconte l'arrivée de Bam dans la Tour. Il va alors découvrir l'univers de la Tour, qui rassemble tous les Réguliers dont le but est de parvenir au sommet. Néanmoins, pour progresser d'étage en étage, il faut participer, survivre et réussir des épreuves.
La Tour est composée de plusieurs forces politiques, d'individus agissants par motivation personnelle ou par intérêts. Toutes ces volontés concordants ou entrants en conflit visent divers but, pour escalader la Tour et parvenir à son sommet il faut naviguer habilement entre amitié, intérêts, alliances et complots. Les protagonistes doivent compter sur leurs forces physiques, leur intellect, leurs dons naturels ou les alliances que ceux-ci peuvent nouer durant le périple afin de réussir le test imposé à chaque étage permettant de gravir la Tour.

## Univers

### La Tour
Ce n'est pas une tour à proprement parler. La Tour est une image pour illustrer le fait que les étages se succèdent dans un ordre numérique et ne peuvent être gravi que dans l'ordre. Le temps ne s'y écoule pas de la même manière partout, chaque étage est doté de son histoire ainsi que de particularité propre à l'étage (règles, météo, culture, taille, histoire, etc.). Chaque étage est illustré comme un monde à part entière.
Bien que l'histoire s'y déroule en quasi-totalité, on sait très peu de choses sur l'origine de la Tour, sa nature exacte et sa fondation. La Tour est organisée en trois zones : la zone externe, qui sert de zone d'habitation pour la plupart de ses occupants, la zone interne, que les Réguliers gravissent (c'est là qu'ont lieu les tests), et la zone intermédiaire qui permet aux individus ayant déjà gravi la tour de circuler librement. Les gens vivent en général leur vie entière dans la zone externe d'un étage, mais ceux qui sont choisis pour escalader la tour, les Réguliers, peuvent entrer dans la zone interne pour se déplacer entre les étages.
À l'origine la Tour était peuplée de diverses ethnies qui vivaient en tribus éparses et non ordonnées. Puis Zahard (ou Jahad, selon les traductions), le Roi de la Tour, unifia les peuples. Il est le dirigeant de la tour, et ainsi la plus grande force politique en mouvement dans celle-ci.
Chaque étage propose un test pouvant s'incarner sous n'importe quelle forme, il peut s'agir d'un test de force, d'intellect, d'un jeu, du hasard. Si un individu réussi un test, il peut alors progresser à l'étage suivant.

### Le Shinsoo
Le Shinsoo (hangeul : 신수 ; hanja : 神水 ; RR : hinsu ; litt. « l'Eau de Dieu ») est une énergie primordiale dans l'univers de Tower of God. Il permet aux êtres dans la Tour de respirer, mais est aussi une force vitale et en même temps une source de pouvoir. Sa matérialisation diffère, le Shinsoo peut être imperceptible comme de l'air, jusqu'à devenir un mur d'énergie quasiment infranchissable pour certains ou des projectiles ressemblant à de l'eau sous haute pression. La sensibilité au Shinsoo varie d'une personne à l'autre, en tant qu'énergie de vie, une personne dépossédée de tout son Shinsoo est exposée à une mort imminente.

### Les Administrateurs
Les Administrateurs sont des entités mystiques quasi divines, chaque étage est doté d'un Administrateur. Ils sont représentés sous la forme d'une immense créature mythique, parfois aquatique. On ne sait également que peu de choses sur eux, on pense qu'ils sont aussi vieux que la Tour elle-même. Ils définissent les règles en vigueur à chaque étage et décident en dernier lieu si une personne est digne de passer à l'étage suivant. Pour pouvoir contrôler le Shinsoo, il faut à chaque étage, passer un contrat avec l'administrateur de l'étage en question.

### Les examinateurs et les Rankers
Les « Ranker » sont des personnes ayant atteint l'étage le plus haut actuellement découvert au sein de la tour. Ceux-ci sont d'une immense puissance.
Les examinateurs sont des personnes (quasi exclusivement des Rankers) chargés de l'organisation et du bon déroulement des tests à chaque étage en accord avec les conditions des Administrateurs. Ils possèdent, par délégation de pouvoir, le droit de qualifier quelqu'un pour un test ou de le disqualifier.

## Personnages principaux
Bam (hangeul : 스물 ; RR : Bam ; litt. « Nuit ») 
Bam est le personnage principal de la série. Avant d'entrer dans la Tour, il vivait seul dans une grotte scellée sans rien connaître du monde. Il fit alors la rencontre de Rachel, une jeune fille qui s'installa avec lui dans la grotte et le quitta pour escalader la Tour. C'est elle qui a appris à Bam tout ce qu'il sait, y compris lire ou écrire. Lorsqu'elle décide de gravir la Tour pour voir les étoiles, elle interdit à Bam de la suivre, mais il décide tout de même de le faire. Au début, Bam ignore beaucoup de choses de la vie et surtout de la Tour, mais il va rapidement s'épanouir et se faire de nombreux amis grâce à son apparente fragilité, et à sa naïveté donnant l'envie aux gens de le protéger. Bam possède la caractéristique d'être un "Irrégulier", il n'a pas été choisi pour gravir la tour, il y est entré de lui même (de force).
Rachel (hangeul : 라헬 ; RR : Rahel)
Rachel est une fille qui à décidé de gravir la Tour afin de réaliser son rêve qui consiste à contempler les étoiles au sommet de celle-ci. Elle est celle qui à découvert Bam dans sa grotte et lui à tout appris. Elle décide de le quitter pour gravir la Tour. Elle incarne la raison pour laquelle Bam décide de gravir la tour.
Khun Aguero Agnes (hangeul : 쿤 아게로 아그니스 ; RR : Kun Agero Ageuniseu)
Khun Aguero Agnes est un Régulier. Il se révèle être extrêmement intelligent et pragmatique. Il se retrouve au premier étage de la Tour à cause de la déchéance de sa famille et est bien décidé à reconquérir sa place. Il rencontre ainsi Bam lors de la première épreuve et s'allie à lui, le voyant dans un premier temps comme quelqu'un de facile à manipuler mais finira par changer à son contact allant jusqu'à l'aider sans contrepartie.
Rak Wraithraiser (hangeul : 라크 레크레이셔 ; RR : Rakeu Rekeuleisyeo)
Rak Wraithraiser est un personnage d'apparence non-humaine, un croisement entre un crocodile géant redressé sur ses deux pattes et un tyrannosaure. Il ne semble être venu dans la Tour que pour chasser des « proies » dignes de lui et recherche donc des adversaires forts. Les aléas des épreuves le forceront à coopérer avec Bam et Khun qu'il finira par respecter et suivre en tant qu'alliés malgré lui.

## Manhwa
SIU a lancé la série Tower of God sur la plate-forme Webtoon de Naver, Naver Webtoon, le 30 juin 2010. C'est la première histoire faisant partie de l'univers Talse Uzer. En février 2020, Tower of God avait recueilli 4,5 milliards de vues dans le monde. Tower of God a été l'un des premiers webtoons à recevoir des traductions officielles en anglais par WEBTOON en juillet 2014.
Young Com commence une publication de la série en format papier en débutant avec des deux premiers volumes le 12 novembre 2019,. La version française est publiée depuis le 11 juin 2021 par les éditions Ototo.

### Liste des volumes
| no | Coréen           | Coréen            | Français          | Français          |
| no | Date de sortie   | ISBN              | Date de sortie    | ISBN              |
| -- | ---------------- | ----------------- | ----------------- | ----------------- |
| 1  | 12 novembre 2019 | 979-1-19-015317-1 | 11 juin 2021      | 978-2-37-717338-9 |
| 2  | 12 novembre 2019 | 979-1-19-015318-8 | 10 septembre 2021 | 978-2-37-717339-6 |
| 3  | 26 mai 2020      | 979-1-19-015329-4 | 26 novembre 2021  | 978-2-37-717375-4 |
| 4  | 26 mai 2020      | 979-1-19-015330-0 | 28 janvier 2022   | 978-2-37-717440-9 |
| 5  | 12 janvier 2021  | 979-1-19-015361-4 | 15 avril 2022     | 978-2-37-717452-2 |
| 6  | 12 janvier 2021  | 979-1-19-015362-1 | 13 juillet 2022   | 978-2-37-717468-3 |
| 7  | 14 juillet 2021  | 979-1-19-015393-5 | 28 octobre 2022   | 978-2-37-717480-5 |
| 8  | 14 juillet 2021  | 979-1-19-015394-2 | 9 décembre 2022   | 978-2-37-717485-0 |
| 9  | 29 mars 2022     | 979-1-16-779073-6 | 24 mars 2023      | 978-2-37-717513-0 |
| 10 | 28 juillet 2022  | 979-1-16-779140-5 | 26 mai 2023       | 978-2-37-717519-2 |
| 11 | 23 novembre 2022 | 979-1-16-779169-6 | 7 juillet 2023    | 978-2-37-717534-5 |
| 12 | 23 mars 2023     | 979-1-16-779216-7 | 3 novembre 2023   | 978-2-37-717547-5 |
| 13 | 20 juillet 2023  | 979-1-16-779265-5 |                   |                   |
| 14 | 30 janvier 2024  | 979-1-16-779376-8 |                   |                   |
| 15 | 27 mai 2024      | 979-1-16-779424-6 |                   |                   |
| 16 | 31 juillet 2024  | 979-1-16-779449-9 |                   |                   |
| 17 | 29 octobre 2024  | 979-1-16-779477-2 |                   |                   |
| 18 | 23 janvier 2025  | 979-1-16-779501-4 |                   |                   |
| 19 | 14 juillet 2025  | 979-1-16-779604-2 |                   |                   |

## Anime
Début février 2020, une adaptation en série télévisée d'animation a été annoncée avec l'ouverture d'un site officiel,. Celle-ci est réalisée par Takashi Sano au studio série télévisée d'animation, accompagné de Hirokazu Hanai comme assistant réalisateur, avec les scripts écrits par Erika Yoshida, les character designs de Masashi Kudo et Miho Tanino et d'une bande originale composée par Kevin Penkin ; Sola Entertainment assure la gestion de la production de la série tandis que Rialto Entertainment, une filiale d'Aniplex, la produit. Coproduction Naver Webtoon et Crunchyroll, la série fait partie des Crunchyroll Originals et est diffusée sur la plateforme en simulcast à l'étranger entre le 1er avril et le 24 juin 2020,. En Corée du Sud, la série est diffusée sur la plateforme Naver Series On, tandis qu'au Japon, elle est diffusée sur les chaînes télévisées Tokyo MX, BS11, GYT et GTV. La série est composée de 13 épisodes. Pour les pays francophones européens, la série sera également diffusée en streaming sur la plateforme Anime Digital Network à partir du 17 juillet 2020.
Les chansons de l'opening et de l'ending sont interprétées par le boys band Stray Kids.
Le 6 août 2022, pendant la Crunchyroll Expo, Crunchyroll annonce l'arrivée d'une deuxième saison. Elle sera produite par le studio The Answer Studio, avec Akira Suzuki en tant que réalisateur et Kazuyoshi Takeuchi en tant que réalisateur en chef. La série est diffusée du 7 juillet, au 29 décembre 2024.
L''opening  de la première partie de la deuxième saison s'intitule Rise Up tandis que l'ending s'intitule Believe et les deux seront interprétées par le girls band NiziU,. L''opening  de la deuxième partie de la deuxième saison s'intitule Night tandis que l'ending s'intitule Falling Up et les deux seront interprétées par Stray Kids.

### Liste des épisodes

#### Saison 1
| No                                                | Titre en français                         | Titre original                        | Date de 1re diffusion |
| ------------------------------------------------- | ----------------------------------------- | ------------------------------------- | --------------------- |
| 1                                                 | La sphère                                 | BALL                                  | 1er avril 2020        |
| [Volume 1 : Chapitres 0-1-2-3-4-5-6]              |                                           |                                       |                       |
| 2                                                 | 3/400                                     | 400分の３ Yonhyaku-bun no san         | 8 avril 2020          |
| [Volume 1 : Chapitres 6-7-8-9-10-11]              |                                           |                                       |                       |
| 3                                                 | La bonne porte                            | 正解の扉 Seikai no tobira             | 15 avril 2020         |
| [Volume 1 : Chapitres 11-12-13-14-15]             |                                           |                                       |                       |
| 4                                                 | Avril vert                                | 緑の四月 Midori no shigatsu           | 22 avril 2020         |
| [Volume 1 : Chapitres 16-17-18-19-20-21-22]       |                                           |                                       |                       |
| 5                                                 | Le dénouement du Jeu de la couronne       | 王冠の行方 Ōkan no yukue              | 29 avril 2020         |
| [Volume 1 : Chapitres 23-24-25-26]                |                                           |                                       |                       |
| 6                                                 | Attribution des positions                 | ポジション分け Pojishon wake          | 6 mai 2020            |
| [Volume 1 : Chapitres 27-28-29-30-31-32-33]       |                                           |                                       |                       |
| 7                                                 | Repas et cache-cache                      | ご飯と鬼ごっこ Gohan to onigokko      | 13 mai 2020           |
| [Volume 1 : Chapitres 33-34-35-36-37]             |                                           |                                       |                       |
| 8                                                 | Le stratagème de Khun                     | クンの策略 Kun no sakuryaku           | 20 mai 2020           |
| [Volume 1 : Chapitres 38-39-40-41-42-43]          |                                           |                                       |                       |
| 9                                                 | Graine de démon                           | 片角の鬼 Katakaku no oni              | 27 mai 2020           |
| [Volume 1 : Chapitres 44-45-46-47-48-49-50-51]    |                                           |                                       |                       |
| 10                                                | Au-delà de la tristesse                   | 悲しみの先に Kanashimi no saki ni     | 3 juin 2020           |
| [Volume 1 : Chapitres 52-53-54-55-56-57-58-59]    |                                           |                                       |                       |
| 11                                                | Pêche en eaux profondes - Première partie | 潜魚狩り（前編） Sengyo kari (Zenpen) | 10 juin 2020          |
| [Volume 1 : Chapitres 59-60-61-62-63-64-65-66-67] |                                           |                                       |                       |
| 12                                                | Pêche en eaux profondes - Deuxième partie | 潜魚狩り（後編） Sengyo kari (Kōhen)  | 17 juin 2020          |
| [Volume 1 : Chapitres 66-67-68-69-70-71-72-73-74] |                                           |                                       |                       |
| 13                                                | La Tour de Dieu                           | 神之塔 Kami no tō                     | 24 juin 2020          |
| [Volume 1 : Chapitres 75-76-77-78]                |                                           |                                       |                       |

#### Saison 2
| No                           | Titre en français              | Titre original                           | Date de 1re diffusion |
| ---------------------------- | ------------------------------ | ---------------------------------------- | --------------------- |
| 1                            | Last Chance                    | Last chance                              | 7 juillet 2024        |
| [Volume 2 : Chapitres 79-82] |                                |                                          |                       |
| 2                            | Le plus puissant des réguliers | 最強の選別者 Saikyō no senbetsu-sha      | 14 juillet 2024       |
| [Volume 2 : Chapitres 83-87] |                                |                                          |                       |
| 3                            | La chambre digne de confiance  | 信じられる部屋 Shinji rareru heya        | 21 juillet 2024       |
| 4                            | Nouilles et firmament          | ラーメンと広い空 Rāmen to hiroi sora     | 28 juillet 2024       |
| 5                            | L'autre équipe                 | もうひとつのチーム Mō hitotsu no chīmu   | 4 août 2024           |
| 6                            | La fleur de Zigena             | チゲナの花 Chigena no hana               | 11 août 2024          |
| 7                            | Mazino le magicien             | マジノマジック Maji no majikku           | 18 août 2024          |
| 8                            | Elle s'appelle Émilie          | 彼女の名はエミリー Kanojo no na wa Emirī | 25 août 2024          |
| 9                            | Le démon à une aile            | 片翼の悪魔 Hen'yoku no akuma             | 1er septembre 2024    |
| 10                           | La main d'Arlène               | アルレンの手 Aru ren no te               | 8 septembre 2024      |
| 11                           | Un mur épais et lointain       | 厚くて遠い壁 Atsukute tōi kabe           | 15 septembre 2024     |
| 12                           | Une nouvelle épreuve           | 新たな試練 Aratana shiren                | 22 septembre 2024     |
| 13                           | L'Archimède                    | アルキメデス Arukimedesu                 | 29 septembre 2024     |
| 14                           | Rencontre avec le voyageur     | 旅人との出会い Tabibito to no deai       | 6 octobre 2024        |
| 15                           | La promesse faite ce jour-là   | あの日の約束 Anohinoyakusoku             | 13 octobre 2024       |
| 16                           | Bam la 25e nuit                | 二十五日の夜 Nijūgonichi no yoru         | 20 octobre 2024       |
| 17                           | Funky !                        | ファンキー! Fankī!                       | 27 octobre 2024       |
| 18                           | Le chien fou et le lézard      | 狂犬とトカゲ Kyōken to tokage            | 3 novembre 2024       |
| 19                           | Tapis                          |                                          | 10 novembre 2024      |
| 20                           | Au bord du gouffre             | 風前の灯火 Fūzen no tomoshibi            | 17 novembre 2024      |
| 21                           | À la lueur de l'aube           | 夜明けのはじまり Yoake no hajimari       | 24 novembre 2024      |
| 22                           | Leur atelier                   | ふたりのこうぼう Futari no kōbō          | 1er décembre 2024     |
| 23                           | La fin de l'aube               | 夜明けの終わり Yoake no Owari            | 8 décembre 2024       |
| 24                           | Le prix de la bataille         | 戦いの代償 Tatakai no daishō             | 15 décembre 2024      |
| 25                           | Le retour du roi               | 王の帰還 Ōnokikan                        | 22 décembre 2024      |
| 26                           | L'aube du départ               | 旅立ちの夜明け Tabidachi no yoake        | 29 décembre 2024      |

### Distribution
| Personnage        | Voix japonaises          | Voix françaises,  |
| ----------------- | ------------------------ | ----------------- |
| Bam               | Taichi Ichikawa (ja)     | Arthur Raynal     |
| Rachel            | Saori Hayami             | Clara Quilichini  |
| Headon            | Hōchū Ōtsuka             | Michel Voletti    |
| Endorsi Jahad     | Rie Suegara (ja)         | Elsa Bougerie     |
| Anaak Jahad       | Akira Sekine (ja)        | Valérie Bachère   |
| Khun Aguero Agnes | Nobuhiko Okamoto         | Rémi Caillebot    |
| Rak Wraithraiser  | Kenta Miyake             | Olivier Cordina   |
| Yuri Jahad        | Mariko Honda (ja)        | Bérangère Rochet  |
| Hatz              | Toshinari Fukamachi (ja) | Benoît Fort       |
| Shibisu           | Takuya Eguchi            | Jean Rieffel      |
| Evan Edroch       | Kazuyuki Okitsu          | Arnaud Masclet    |
| Phonsekal Laure   | Daisuke Ono              | Jérémy Zylberberg |
| Lero-Ro           | Kenjirō Tsuda (ja)       | Jérôme Frossard   |
| Quant             | Hiroyuki Yoshino         | Romain Altché     |
| Black March       | Shizuka Itō              | Sophie Planet     |
| Karen             | Yōko Hikasa              |                   |

## Jeux
En 2013, Naver a sorti un jeu de rôle mobile sur Google Play basé sur l'univers de Tower of God , développé par Sunrise., Le jeu a attiré 120 millions de joueurs peu de temps après sa sortie initiale.  Le développement du jeu s'est poursuivi pendant deux ans après sa sortie initiale, et le jeu a connu une sortie commerciale complète en 2016. En février 2016, le jeu s'est classé dans le top 5 des jeux les plus populaires sur la version sud-coréenne de Google Play. Un jeu RPG cross-webtoon intitulé Hero Cantare, produit par le studio NGELGAMES, est sorti le 22 janvier 2019, mettant en vedette Tower of God et d'autres titres populaires tels que The God of High School et Hardcore Leveling Warrior.
En 2021, Tower of God obtient un autre adaptation jeu vidéo de rôle également par NGELGAMES : Tower of God M: The Great Journey.
En 2023, une nouvelle adaptation sous forme de jeu mobile produite par Netmarble, nommée Tower of God: New World, fait son apparition